# Hans Lammers
Hans Heinrich Lammers (Lubliniec, 27 maggio 1879 – Düsseldorf, 4 gennaio 1962) è stato un politico e generale tedesco, membro del Partito nazista e delle SS, capo della Cancelleria del Reich.

## Biografia
Lammers Nacque a Lubliniec (allora Lublinitz), nell'Alta Slesia; figlio di un veterinario, completò gli studi di legge a Breslavia ed Aidelberga, ottenendo la carica di giudice di Bytom (allora Beuthen) nel 1912.
Venne decorato con la Croce di Ferro, di prima e di seconda classe, durante la prima guerra mondiale, al termine della quale ripresa la propria carriera forense entrando nel Partito Popolare Nazionale Tedesco (DNVP), raggiungendo la carica di sottosegretario del Ministero dell'Interno nel 1922.
Nel 1932 entrò nel Partito Nazionalsocialista dei Lavoratori Tedeschi, facendo ben presto carriera all'interno del partito, venendo nominato comandante del dipartimento di polizia nel 1933, e poco dopo Segretario di Stato e comandante della Cancelleria del Reich: con tale incarico egli divenne il centro delle comunicazioni e consigliere legale di tutti i dipartimenti di governo. Dal 1937 divenne membro del governo Hitler, come ministro senza portafoglio, e dal 30 novembre 1939 membro del Consiglio dei ministri per la Difesa del Reich.
All'inizio del gennaio del 1943, Lammers assunse la carica di Presidente del governo nelle occasioni in cui Hitler non partecipava alle riunioni di gabinetto; in tal modo egli e Martin Bormann, segretario particolare di Hitler, divennero i canali principali per ottenere incontri privati con il Führer.
Durante gli ultimi giorni del Terzo Reich venne arrestato, in quanto ritenuto implicato nel tentativo di resa di Hermann Göring nei confronti degli Alleati occidentali.
Al termine del conflitto, venne condannato a 20 anni di prigione al Processo di Norimberga, sentenza ridotta successivamente a 10 anni, e commutata definitivamente nel 1952, quando venne rilasciato.
Morì il 4 gennaio 1962 a Düsseldorf, all'età di 82 anni.